# Lista över ledamöter av Sveriges ståndsriksdag 1573
Ledamöter av Sveriges ståndsriksdag 1573.

## Borgarståndet
| Riksdagsledamot    | Yrke | Valkrets          | Anmärkningar |
| ------------------ | ---- | ----------------- | ------------ |
| Jöns Guldsmed      |      | Vadstena stad     |              |
| Sven Persson       |      | Vadstena stad     |              |
| Sven Knutsson      |      | Vadstena stad     |              |
| Nils Persson       |      | Linköpings stad   |              |
| Vaste Grytastioere |      | Linköpings stad   |              |
| Hindrich Prijs     |      | Söderköpings stad |              |
| Påvel Bältare      |      | Söderköpings stad |              |
| Giert Larsson      |      | Söderköpings stad |              |
| Björn Persson      |      | Söderköpings stad |              |
| Hindrich Prijs     |      | Norrköpings stad  |              |
| Håkon Persson      |      | Norrköpings stad  |              |
| Henning Skrivare   |      | Norrköpings stad  |              |
| Olof Joensson      |      | Norrköpings stad  |              |
| Lasse Andersson    |      | Skänninge stad    |              |
| Birjer Håkansson   |      | Kalmar stad       |              |
| Anders Svensson    |      | Kalmar stad       |              |
| Olof Persson       |      | Kalmar stad       |              |
| Måns Skräddare     |      | Växjö stad        |              |
| Anders Gudmundsson |      | Jönköpings stad   |              |
| Herman Guldsmed    |      | Jönköpings stad   |              |
| Per Johansson      |      | Västerviks stad   |              |
| Per Mattsson       |      | Västerviks stad   |              |
| Per Haraldsson     |      | Eksjö stad        |              |